# Liste der Kunstwerke im öffentlichen Raum in Wien/Hietzing
Diese Liste der Kunstwerke im öffentlichen Raum in Hietzing enthält die im „Wien Kulturgut“ (digitalen Kulturstadtplan der Stadt Wien) gelisteten Kunstwerke im öffentlichen Raum (Public Art) im Bezirk Hietzing.
Gedenktafeln sind in der Liste der Gedenktafeln und Gedenksteine in Wien/Hietzing angeführt.

## Kunstwerke
| Foto |                 | Name | Typ                                      | Standort | Künstler                                                                                 | Datierung                                              | Beschreibung | Metadaten |
| ---- | --------------- | --- | ---------------------------------------- | --- | ---------------------------------------------------------------------------------------- | ------------------------------------------------------ | --- | --- |
| ja   | Datei hochladen | Vogeltrinkbrunnen ID: 42540 HERIS-ID: 48369 Objekt-ID: 51827                                                | Profanplastiken/Kunst am Bau freistehend | Adolf-Lorenz-Gasse 4 Standort                                                                                               | Andreas Urteil                                                                           | 1962                                                   | Natursteinbrunnen, teilweise mit Mosaiken belegt | Standort: Wohnhausanlage |
| ja   | Datei hochladen | Plastik „Schneckenpaar“ ID: 41391                                                                           | Profanplastiken/Kunst am Bau freistehend | Adolf-Lorenz-Gasse 5 Standort                                                                                               | Fred Gillesberger                                                                        |                                                        | Natursteinplastik | Standort: Wohnhausanlage |
| ja   | Datei hochladen | Kruzifix ID: 45019                                                                                          | Sakrale Kleindenkmäler                   | Adolfstorgasse 32A Standort                                                                                                 |                                                                                          |                                                        | Das Kruzifix mit polychrom gefasstem Corpus hat ein verblechtes Schutzdach und als Rückwand einen rautenförmigen Kasten. | Standort: Nische im Gartenzaun |
| ja   | Datei hochladen | Kaiser Maximilian von Mexiko ID: 45028 HERIS-ID: 63132 Objekt-ID: 75741                                     | Denkmäler                                | Am Platz Standort | Johann Meixner                                                                           | 1871                                                   | Bronzene Standfigur Erzherzog Maximilians auf Vierkantsockel | Standort: In der Grünanlage |
| ja   | Datei hochladen | Bildstock ID: 45067 HERIS-ID: 63080 Objekt-ID: 75689                                                        | Sakrale Kleindenkmäler                   | Am Platz, am Chor der Pfarr- und Wallfahrtskirche Maria Hietzing Standort                                                   |                                                                                          | um 1500                                                | Auf einem abgefaserten Pfeiler erhebt sich ein Tabernakelaufsatz mit kielbogenförmigen Relieffeldern, die einen Schmerzensmann, eine Schutzmantelmadonna und eine Kreuzigungsszene zeigen. Einige Felder sind stark zerstört. | Standort: An der Fassade |
| ja   | Datei hochladen | Kruzifix ID: 45021                                                                                          | Sakrale Kleindenkmäler                   | Am Platz, an der nördlichen Außenwand der Pfarr- und Wallfahrtskirche Maria Hietzing Standort                               |                                                                                          | Ende 19. Jh.                                           | Über einem Stufenpodest mit hohem Sockel befindet sich ein Steinkruzifix unter einem verzierten Metallbaldachin | |
| ja   | Datei hochladen | Mariensäule ID: 45065 HERIS-ID: 63081 Objekt-ID: 75690                                                      | Sakrale Kleindenkmäler                   | Am Platz, vor der Nordfassade der Pfarr- und Wallfahrtskirche Maria Hietzing Standort                                       |                                                                                          | um 1730                                                | Auf einer viereckigen Basis erhebt sich ein Sockel mit vier Engelsfiguren, darüber ein Postament mit Wolkensäule und darauf eine Marienfigur mit Sternenkranz. | |
| ja   | Datei hochladen | Liegende Figur ID: 41761                                                                                    | Profanplastiken/Kunst am Bau freistehend | Am Rosenberg 1 Standort | Hans Knesl                                                                               | 1966                                                   | Natursteinplastik | Standort: Wohnhausanlage, Stg. 9 |
| ja   | Datei hochladen | Bronzeplastik „Faun“ ID: 42536                                                                              | Profanplastiken/Kunst am Bau freistehend | Am Rosenberg 1 Standort | Hilde Uray                                                                               |                                                        | Natursteinplastik | Standort: Wohnhausanlage, Stg. 14 |
| ja   | Datei hochladen | Bildstock ID: 45068                                                                                         | Sakrale Kleindenkmäler                   | An der Zufahrt zu Hanschweg 384 (Faniteum), an der Einmündung Gemeindeberggasse Standort                                    |                                                                                          |                                                        | Metallkruzifix in kastenförmiger Holzeinfassung mit Dreiecksgiebel, daneben Heiligenbilder und Votivgaben | Standort: Grünfläche im Straßenzwickel |
| ja   | Datei hochladen | Nirosta-Plastik „Wellen“ ID: 78376                                                                          | Profanplastiken/Kunst am Bau freistehend | Atzgersdorfer Straße 14 Standort                                                                                            | Werner Würtinger                                                                         | 1978                                                   | Nirosta-Vierkantprofile, die Bögen und Geraden bilden | Standort: vor dem Hietzinger Bad |
| ja   | Datei hochladen | Plastik „Mandolinenspieler“ ID: 41175                                                                       | Profanplastiken/Kunst am Bau freistehend | Auhofstraße 6 / Hietzinger Kai 7-9 Standort                                                                                 | Wander Bertoni                                                                           | 1953                                                   | Kunststeinplastik | Standort: Wohnhausanlage |
| ja   | Datei hochladen | Plastik „Ruhender Fischer“ ID: 41782                                                                        | Profanplastiken/Kunst am Bau freistehend | Auhofstraße 6 / Hietzinger Kai 7-9 Standort                                                                                 | Heinz Leinfellner                                                                        | 1959                                                   | Plastik aus rotem Kunststein | Standort: Wohnhausanlage |
| ja   | Datei hochladen | Plastik „Elefant“ ID: 42546                                                                                 | Profanplastiken/Kunst am Bau freistehend | Bossigasse 14 Standort | Christa Vogelmayer                                                                       | 1954                                                   | Natursteinplastik | Standort: Wohnhausanlage |
| ja   | Datei hochladen | Bronzeplastik „Giraffe“ ID: 41472                                                                           | Profanplastiken/Kunst am Bau freistehend | gegenüber Elisabethallee 75-79 Standort                                                                                     | Hannes Haslecker                                                                         | 1955                                                   | Bronzeplastik | Standort: Wohnhausanlage |
| ja   | Datei hochladen | Hummelkapelle Vulgo: Malfattikapelle ID: 45040 HERIS-ID: 64095 Objekt-ID: 76795                             | Sakrale Kleindenkmäler                   | Fasangartengasse 21 Standort                                                                                                |                                                                                          | 1889                                                   | Dieser durch Strebepfeiler gegliederter kleine neugotische Bau hat eine Giebelfassade mit Kreuzaufsatz und ein Dreipassfeld mit Darstellung der Dreifaltigkeit im Giebel. Das Gitter des hohen Spitzbogenportals ist ebenfalls neugotisch.                                                                                       | Standort: In Parkanlage |
| ja   | Datei hochladen | Friedensstadt-Denkmal ID: 73973 HERIS-ID: 63061 Objekt-ID: 75669                                            | Denkmäler                                | Friedenszeile 20 Standort                                                                                                   |                                                                                          | 1921                                                   | Eine vergoldete Steinkugel befindet sich auf einem Pfeiler mit Inschriften, darunter ist ein dreistufiger Unterbau. | |
| ja   | Datei hochladen | Franz-Schmidt-Denkmal ID: 73975                                                                             | Denkmäler                                | Ghelengasse / Seifertgasse. Franz-Schmidt-Park Standort                                                                     |                                                                                          | 2005                                                   | Metallbüste Franz Schmidts auf Steinsockel | |
| ja   | Datei hochladen | Karl-Münichreiter-Denkmal ID: 73978                                                                         | Denkmäler                                | Goldmarkplatz 1. Standort                                                                                                   | Edmund Reitter                                                                           | 1984                                                   | Neben einer niedrigen Sockelplatte mit Inschrift aus schwarzem Marmor befindet sich eine gebeugte Metallsäule mit einer Büste Karl Münichreiters. | |
| ja   | Datei hochladen | Maskenbrunnen (Genovevabrunnen) ID: 45060 HERIS-ID: 62480 Objekt-ID: 75033                                  | Brunnen                                  | Hermesvilla, Lainzer Tiergarten Standort                                                                                    |                                                                                          | 1886                                                   | Wasserspeiende Frauenmaske mit Becken unter einem Pavillon mit Steinsäulen und Pyramidendach | Standort: Im Hof |
| ja   | Datei hochladen | Maskenbrunnen (Neptunbrunnen) ID: 45061 HERIS-ID: 62482 Objekt-ID: 75036                                    | Brunnen                                  | Hermesvilla, Lainzer Tiergarten Standort                                                                                    | Rudolf Weyr                                                                              | 1886                                                   | Nische mit Löwenmaske als Wasserspeier | Standort: Hinter der Forstverwaltung, in der Böschung                                                                                     |
| ja   | Datei hochladen | Waldnymphe mit Hindin und Putto Vulgo: Dianagruppe ID: 45062                                                | Brunnen                                  | Hermesvilla, Lainzer Tiergarten Standort                                                                                    | Viktor Tilgner                                                                           | 1886                                                   | Vor einer abschließenden Steinbalustrade befindet sich eine Figurengruppe, die aus einer liegenden weiblichen Figur (sowohl als Waldnymphe als auch als Göttin Diana interpretiert), einer Hindin und einem Putto besteht. Der Putto hält eine Vase, aus welcher Wasser in das vorgelagerte, geschwungenen Brunnenbecken fließt. | Standort: Im Hof, vor der Villa |
| ja   | Datei hochladen | Putto mit Krokodil ID: 45063 HERIS-ID: 62481 Objekt-ID: 75034                                               | Brunnen                                  | Hermesvilla, Lainzer Tiergarten Standort                                                                                    | Viktor Tilgner                                                                           | 1886                                                   | Rundes Brunnenbecken mit Brunnenschale mit der Figurengruppe eines Puttos mit Krokodil | Standort: Vor der Gartenfassade der Villa                                                                                                 |
| ja   | Datei hochladen | Hermes ID: 45064 HERIS-ID: 62483 Objekt-ID: 75037                                                           | Profanplastiken/Kunst am Bau freistehend | Hermesvilla, Lainzer Tiergarten Standort                                                                                    | Ernst Herter                                                                             | 1888                                                   | Überlebensgroße Statue aus Carraramarmor | Standort: Vor der Gartenfassade |
| ja   | Datei hochladen | Giraffengruppe ID: 42528                                                                                    | Profanplastiken/Kunst am Bau freistehend | Hevesigasse 9-13 / Klimtgasse Standort                                                                                      | Herbert Schwarz                                                                          | 1965                                                   | Bronzeplastik | Standort: Wohnhausanlage |
| ja   | Datei hochladen | Wetterhäuschen ID: 106245 HERIS-ID: 63390 Objekt-ID: 76030                                                  | Profanplastiken/Kunst am Bau freistehend | Hietzinger Hauptstraße / Fichtnergasse / Neue-Welt-Gasse Standort                                                           |                                                                                          | 1910                                                   | Metallenes Wetterhäuschen | Standort: Parkanlage Neue-Welt-Park |
| ja   | Datei hochladen | Hans-Moser-Denkmal ID: 73983                                                                                | Denkmäler                                | Hietzinger Kai. Hans-Moser-Park. Standort                                                                                   | Josef Lehner                                                                             | 2003                                                   | Metallbüste Hans Mosers auf Steinsockel | |
| ja   | Datei hochladen | Alexander Freiherr von Hügel ID: 45027 HERIS-ID: 63069 Objekt-ID: 75677                                     | Denkmäler                                | Hügelpark, bei Stoesslgasse 8A (Kindergarten) Standort                                                                      | Johannes Benk                                                                            | 1901                                                   | Büste von Carl Alexander von Hügel | |
| ja   | Datei hochladen | Reliefpfeiler „Die Stadt wächst hinaus“ ID: 42542                                                           | Profanplastiken/Kunst am Bau freistehend | Hummelgasse 60-64 Standort                                                                                                  | Angela Varga-Weiss                                                                       | 1968                                                   | Steinzeugpfeiler | Standort: Wohnhausanlage |
| ja   | Datei hochladen | Hl. Christophorus ID: 45034                                                                                 | Sakrale Kleindenkmäler                   | Invalidenhauskirche, Fasangartengasse 101 Standort                                                                          |                                                                                          | um 1910 (?)                                            | Heiligenfigur mit Jesuskind in einer kapellenartigen Nische | Standort: In einer Nische der Umfassungsmauer                                                                                             |
| ja   | Datei hochladen | Rolandbrunnen ID: 45030                                                                                     | Brunnen                                  | Lainzer Krankenhaus, Wolkersbergenstraße 1 Standort                                                                         | Josef Heu                                                                                |                                                        | Aus einem unteren Becken mit Ziergitter erhebt sich das obere Becken, das gleichzeitig als Sockel der Rolandsfigur dient. Diese hat angeblich die Züge von Karl Lueger. | Standort: In der Hauptachse |
| ja   | Datei hochladen | Karl-Lueger-Denkmal ID: 45026                                                                               | Denkmäler                                | Lainzer Pflegeheim, Versorgungsheimplatz 1, vor Pavillon XIV Standort                                                       | Theodor Khuen                                                                            | 1906                                                   | Halbfigur Karl Luegers auf Volutenkapitell | Standort: Im Strauchbeet |
| ja   | Datei hochladen | Dreifaltigkeitssäule ID: 45024 HERIS-ID: 64842 Objekt-ID: 77607                                             | Sakrale Kleindenkmäler                   | Bei Lainzer Straße Nr. 117, Ecke Alois-Kraus-Promenade Standort                                                             |                                                                                          | 1713 (?)                                               | Auf einem profilierten, mit Engelsköpfen besetzter Sockel wächst ein Säulenschaft mit einem Volutenkapitell mit Engelsköpfen und Granatäpfeln aus Akanthusblättern, darauf befindet sich ein Gnadenstuhl. | Standort: In von Hecke umfriedeter Grünanlage                                                                                             |
| ja   | Datei hochladen | Kriegerdenkmal – Kruzifix ID: 73986                                                                         | Denkmäler                                | Lainzer Straße 152 Standort                                                                                                 |                                                                                          |                                                        | Kruzifix auf Steinsockel mit Inschriftentafel | Standort: zwischen Lainzer Straße 152 und Pfarrkirche.                                                                                    |
| ja   | Datei hochladen | Wegkapelle ID: 45069                                                                                        | Sakrale Kleindenkmäler                   | Lainzer Straße 162A / Versorgungsheimstraße 2 Standort                                                                      |                                                                                          |                                                        | In der mit Ziergitter verschlossenen Nische dieser breitpfeilerartigen Kapelle befindet sich ein Holzkruzifix | Standort: An der Ecke, in der Umfriedung                                                                                                  |
| ja   | Datei hochladen | Nikolaikapelle Vulgo: Eustachiuskapelle, St. Niklas vor dem Holz ID: 45029 HERIS-ID: 48403 Objekt-ID: 51873 | Sakrale Kleindenkmäler                   | Lainzer Tiergarten, nahe dem Nikolaitor, zwischen Himmelhofgasse 96 und 100 Standort                                        |                                                                                          |                                                        | Die Kapelle stammt im Kern aus der 2. Hälfte des 12. Jahrhunderts und war wohl Teil einer Wehranlage. Sie wurde 1735 und nochmals 1837 umgebaut. Sie ist ein schlichter romanischer Bau mit Rundapsis auf einem rechteckigen Grundriss.                                                                                          | Standort: Nikolaitor: Mündung der Nikolausgasse, zwischen Himmelhofgasse 96 und 100                                                       |
| ja   | Datei hochladen | Bildstock ID: 73992                                                                                         | Sakrale Kleindenkmäler                   | Maxingstraße 6. Standort |                                                                                          | 1619                                                   | In die Hausmauer eingelassenes Kreuz, das vom Hietzinger Friedhof stammt | Standort: In der Hausmauer. |
| ja   | Datei hochladen | Tanzende weibliche Figur (Oscar-Straus-Denkmal) Vulgo: Oscar-Straus-Denkmal ID: 41235                       | Denkmäler                                | Oscar-Straus-Park. Hermesstraße / Wolkersbergenstraße Standort                                                              | Heinrich Deutsch, Rudolf Schwaiger                                                       |                                                        | Weibliche Bronzefigur in einem langen Kleid, auf einem Oscar Straus gewidmeten Inschriftensockel | |
| ja   | Datei hochladen | Eber (Nord) ID: 109000 HERIS-ID: 62488 Objekt-ID: 75042                                                     | Profanplastiken/Kunst am Bau freistehend | Pulverstampfstraße im Lainzer Tiergarten Standort                                                                           |                                                                                          |                                                        | Sandsteinfigur am Eingang zum Lainzer Tiergarten | Standort: Nähe Pulverstampftor, in der Wiese zwischen Weg und Wientalstraße                                                               |
| ja   | Datei hochladen | Eber (Süd) ID: 109003 HERIS-ID: 62488 Objekt-ID: 75042                                                      | Profanplastiken/Kunst am Bau freistehend | Pulverstampfstraße im Lainzer Tiergarten Standort                                                                           |                                                                                          |                                                        | Sandsteinfigur am Eingang zum Lainzer Tiergarten | Standort: Nähe Pulverstampftor, in der Wiese zwischen Weg und Wientalstraße                                                               |
| ja   | Datei hochladen | Hl. Johannes von Nepomuk ID: 45051 HERIS-ID: 64493 Objekt-ID: 77221                                         | Sakrale Kleindenkmäler                   | Sankt-Veit-Gasse 48 Standort                                                                                                |                                                                                          | 1855                                                   | Nepomukfigur mit Finger auf den Lippen und Kreuz in der Hand, Inschrift: Wer seine Zunge im Zaum hält, bewahrt seine Seele | Standort: Vor der Unter-St. Veiter Pfarrkirche Verklärung Christi                                                                         |
| ja   | Datei hochladen | Bildstock ID: 45066 HERIS-ID: 63065 Objekt-ID: 75673                                                        | Sakrale Kleindenkmäler                   | Schimonpark, vor Pfeiffenbergergasse 4/Hackinger Kai 15 (vor der Nordfassade der Schule) Standort                           |                                                                                          | 17. Jh.                                                | Der Steinpfeiler besteht aus einem tabernakelähnlichen Aufsatz mit geschuppten Voluten mit Metallkreuz, am Pfeilerschaft sind Kartuschen angebracht. Er steht seit 1896 an dieser Stelle. | Standort: Am Ostende des Parks |
| ja   | Datei hochladen | Römische Ruine ID: 45038                                                                                    | Brunnen                                  | Schloss Schönbrunn, Schönbrunner Schloßstraße Standort                                                                      | Johann Christian Wilhelm Beyer, Johann Ferdinand Hetzendorf von Hohenberg, Franz Zächerl | 1778                                                   | Im Zentrum einer künstlichen Ruine über rechteckigem Grundriss mit Skulptur- und Architekturfragmenten befindet sich ein auf Säulenstümpfen gestützter Rundbogen. Davor ist ein Wasserbecken mit einer Figurengruppe, die die Vereinigung von Moldau und Elbe symbolisiert.                                                      | Standort: Park, Meidlinger Seite, am Ende der Ruinenallee                                                                                 |
| ja   | Datei hochladen | „Schöner Brunnen“ ID: 45035                                                                                 | Brunnen                                  | Schloss Schönbrunn, Schönbrunner Schloßstraße Standort                                                                      | Johann Christian Wilhelm Beyer, Isidore Canevale, Franz Zächerl                          | 1771 / 1780 (Plastik)                                  | In einem rechteckigen Brunnenhaus mit Tropfsteindekor und zwei Rundbogenöffnungen befindet sich die Figur der Nymphe Egeria, die Wasser aus einem Krug in ein Brunnenbecken gießt. | Standort: Park, Meidlinger Seite, Boskettbereich zwischen Obeliskallee, Rustenallee und Ruinenallee, zwischen Römischer Ruine und Obelisk |
| ja   | Datei hochladen | Zwei Zierbrunnen im Ehrenhof Vulgo: Ehrenhofbrunnen ID: 45036                                               | Brunnen                                  | Schloss Schönbrunn, Schönbrunner Schloßstraße Standort                                                                      | Johann Baptist Hagenauer, Franz Anton Zauner                                             | 1776                                                   | Zwei runde Brunnen mit allegorischen Figurengruppen, im Westen: Donau, Inn und Enns, im Osten: Galizien, Lodomerien und Siebenbürgen | Standort: Im Ehrenhof |
| ja   | Datei hochladen | Obelisk-Brunnen ID: 45037                                                                                   | Brunnen                                  | Schloss Schönbrunn, Schönbrunner Schloßstraße Standort                                                                      | Benedikt Henrici, Johann Ferdinand Hetzendorf von Hohenberg                              |                                                        | Auf einem Grottenberg mit vorgelagertem Bassin befinden sich symmetrisch angeordnete Figurengruppen mit je zwei Flussgöttern und einer Najade und dazwischen ein aufragender Obelisk auf vier Schildkröten, dessen Schaft mit Pseudohieroglyphen dekoriert ist.                                                                  | Standort: Park, Meidlinger Seite, am Ende der Obeliskallee                                                                                |
| ja   | Datei hochladen | Neptunbrunnen ID: 45039                                                                                     | Brunnen                                  | Schloss Schönbrunn, Schönbrunner Schloßstraße Standort                                                                      | Johann Christian Wilhelm Beyer, Johann Ferdinand Hetzendorf von Hohenberg                |                                                        | Diese monumentale Brunnenanlage ist in mehreren Etagen in den Hang des Schönbrunner Berges gebaut, davor befindet sich ein ausgedehntes Flachbecken. Im Zentrum befindet sich Neptun, ihm zu Füßen kniet Thetis, rechts eine sitzende Nereide mit einem Füllhorn. Darunter sitzen vier große Tritonen auf Hippokampen.           | Standort: Großes Parterre, am Fuß des Schönbrunner Berges                                                                                 |
| ja   | Datei hochladen | Zierbrunnen im Orangerieparterre Vulgo: Colinbrunnen (u. a.) ID: 45041                                      | Brunnen                                  | Schloss Schönbrunn, Schönbrunner Schloßstraße Standort                                                                      |                                                                                          |                                                        | In der Mitte von drei Brunnen befindet sich der erneuerte Renaissancebrunnen von Alexander Colin. Aus einem Vierpassbecken erhebt sich eine von Löwen gestützte Steinschale, darüber befindet sich ein achteckiger ornamentierter Pfeiler mit Muschel tragenden Hermen und einer abschließenden kleineren Brunnenschale.         | Standort: Park, Meidlinger Seite, vor dem Orangeriegebäude                                                                                |
| ja   | Datei hochladen | Najadenbrunnen (östlich) ID: 45042                                                                          | Brunnen                                  | Schloss Schönbrunn, Schönbrunner Schloßstraße Standort                                                                      | Johann Christian Wilhelm Beyer, Johann Baptist Hagenauer                                 | 1772 / 1780 (Figuren)                                  | Figuren einer Najade mit Schwan und Putto in einem runden Brunnenbecken | Standort: Park, Meidlinger Seite, im Zentrum der aufeinander zulaufenden Alleen                                                           |
| ja   | Datei hochladen | Najadenbrunnen (westlich) ID: 45043                                                                         | Brunnen                                  | Schloss Schönbrunn, Schönbrunner Schloßstraße Standort                                                                      | Johann Christian Wilhelm Beyer, Johann Baptist Hagenauer                                 | 1770 / 1780 (Figuren)                                  | Najade mit Seetier und Putto in einem gegliederten Becken | Standort: Park, Hietzinger Seite, im Zentrum der aufeinander zulaufenden Alleen                                                           |
| ja   | Datei hochladen | Ausstattung Hietzinger Kammergarten ID: 45044                                                               | Profanplastiken/Kunst am Bau freistehend | Schloss Schönbrunn, Schönbrunner Schloßstraße Standort                                                                      | Johann Christian Wilhelm Beyer                                                           | 1730 (Steinvasen) / 1780 (Figuren) / 1870 (Eisenvasen) | Im tiefer gelegenen Bereich befinden sich zwei Figuren (Diana und Meleager), im höher gelegenen Bereich steinerne und gusseiserne Vasen. | Standort: Unmittelbar vor der westlichen Seitenfassade des Schlosses                                                                      |
| ja   | Datei hochladen | Engelbrunnen ID: 45046                                                                                      | Brunnen                                  | Schloss Schönbrunn, Schönbrunner Schloßstraße Standort                                                                      |                                                                                          |                                                        | Auf einem Felsaufbau befindet sich eine marmorne Figurengruppe aus zwei Putti und einem Fisch, der Wasser in ein Becken speit. | Standort: Park, Meidlinger Seite, Boskettbereich zwischen Obeliskallee, Rustenallee und Ruinenallee, zwischen Römischer Ruine und Obelisk |
| ja   | Datei hochladen | Fischbassin ID: 45047                                                                                       | Brunnen                                  | Schloss Schönbrunn, Schönbrunner Schloßstraße Standort                                                                      |                                                                                          | 1780                                                   | In einem runden Brunnenbecken befindet sich ein Felsaufbau mit zwei Putti und einem Fisch, der Wasser ins Becken speit. | Standort: Park, Hietzinger Seite, beim Schlossgebäude, zwischen Finsterer Allee und Lichter Allee                                         |
| ja   | Datei hochladen | Rhea Kybele ID: 45048                                                                                       | Profanplastiken/Kunst am Bau freistehend | Schloss Schönbrunn, Schönbrunner Schloßstraße Standort                                                                      | Johann Christian Wilhelm Beyer                                                           | 1780                                                   | Statue von Rhea oder Kybele auf zwei Löwen sitzend | Standort: Park, Meidlinger Seite, Boskettbereich zwischen Obeliskallee, Rustenallee und Ruinenallee, vor dem Schönen Brunnen              |
| ja   | Datei hochladen | Eurydike ID: 45049                                                                                          | Profanplastiken/Kunst am Bau freistehend | Schloss Schönbrunn, Schönbrunner Schloßstraße Standort                                                                      | Johann Christian Wilhelm Beyer, Sebastian Pfaff                                          | 1780                                                   | Figur der Eurydike, sich die Schlange vom Fuß reißend | Standort: Park, Meidlinger Seite, Boskettbereich zwischen Obeliskallee, Rustenallee und Ruinenallee, beim Engelbrunnen                    |
| ja   | Datei hochladen | Cincinnatus ID: 45050                                                                                       | Profanplastiken/Kunst am Bau freistehend | Schloss Schönbrunn, Schönbrunner Schloßstraße Standort                                                                      | Johann Christian Wilhelm Beyer                                                           | 1780                                                   | Cincinnatus, sich die Sandalen schnürend | Standort: Park, Meidlinger Seite, Boskettbereich zwischen Obeliskallee, Rustenallee und Ruinenallee, beim Engelbrunnen                    |
| ja   | Datei hochladen | Herkules ID: 45052                                                                                          | Profanplastiken/Kunst am Bau freistehend | Schloss Schönbrunn, Schönbrunner Schloßstraße Standort                                                                      |                                                                                          | 1. Hälfte 18. Jh.                                      | Die Statue von Herkules, der mit geschwungener Keule gegen Cerberus und den Verkörperungen von Neid und Missgunst (alte Frau, Schlange, Hund) kämpft wurde nicht für Schönbrunn angefertigt. | Standort: Park, am Schönbrunner Berg, in der Sichtachse der Römischen Ruine                                                               |
| ja   | Datei hochladen | Alexander und Olympias ID: 45053                                                                            | Profanplastiken/Kunst am Bau freistehend | Schloss Schönbrunn, Schönbrunner Schloßstraße Standort                                                                      | Johann Christian Wilhelm Beyer                                                           | 1780                                                   | Darstellung von Olympias’ Verabschiedung von Alexander | Standort: Park, Meidlinger Seite, Boskettbereich „Bei der Kaiserfigur“                                                                    |
| ja   | Datei hochladen | Hesperiden Vulgo: Hesperia und Erytheis ID: 45054                                                           | Profanplastiken/Kunst am Bau freistehend | Schloss Schönbrunn, Schönbrunner Schloßstraße Standort                                                                      | Johann Christian Wilhelm Beyer                                                           | 1780                                                   | Darstellung der Hesperiden Hespereia und Erytheia, eine hält eine Frucht in der Hand | Standort: Park, Meidlinger Seite, an der Mündung der Lindenallee in die Schlosserallee                                                    |
| ja   | Datei hochladen | Apollo ID: 45055                                                                                            | Profanplastiken/Kunst am Bau freistehend | Schloss Schönbrunn, Schönbrunner Schloßstraße Standort                                                                      | Johann Baptist Hagenauer                                                                 | 1780                                                   | Apoll auf einem Baumstumpf mit Schlange gelehnt, im Begriff einen Pfeil abzuschießen | Standort: Park, Hietzinger Seite, im Boskettbereich „Beim Schützen“                                                                       |
| ja   | Datei hochladen | Kaiser Joseph II. (Modell) ID: 45057                                                                        | Denkmäler                                | Schloss Schönbrunn, Schönbrunner Schloßstraße Standort                                                                      | Franz Anton Zauner                                                                       | ca. 1795                                               | Reiterdenkmal Josephs II., Modell des Denkmals auf dem Josefsplatz bei der Hofburg | Standort: Botanischer Garten, westlich vom Palmenhaus                                                                                     |
| ja   | Datei hochladen | Kaiser Franz I. Stephan von Lothringen ID: 45058                                                            | Denkmäler                                | Schloss Schönbrunn, Schönbrunner Schloßstraße Standort                                                                      | Balthasar Ferdinand Moll                                                                 | 1766                                                   | Büste Franz I. Stephans auf dreiseitigem Sockel mit Masken und Girlanden, sowie einem Bronzeadler und Fasces an den Ecken | Standort: Botanischer Garten, vor dem Sonnenuhrhaus                                                                                       |
| ja   | Datei hochladen | Diana ID: 45217                                                                                             | Profanplastiken/Kunst am Bau freistehend | Schloss Schönbrunn, Schönbrunner Schloßstraße Standort                                                                      | Johann Baptist Hagenauer                                                                 | 1780                                                   | Diana als Jägerin mit Hund und Eberkopf | Standort: Park, Hietzinger Seite, im Boskettbereich „Fächer“                                                                              |
| ja   | Datei hochladen | Römische Matrone ID: 45219                                                                                  | Profanplastiken/Kunst am Bau freistehend | Schloss Schönbrunn, Schönbrunner Schloßstraße Standort                                                                      | Johann Baptist Hagenauer                                                                 | 1780                                                   | Frauenfigur in antikem Gewand ohne Attribute | Standort: Park, Meidlinger Seite, Schlosserallee, Ecke Rustenallee, neben dem Obelisken                                                   |
| ja   | Datei hochladen | Maria Carolina und vier ihrer Töchter Vulgo: Familiendenkmal ID: 45220                                      | Denkmäler                                | Schloss Schönbrunn, Schönbrunner Schloßstraße Standort                                                                      | Franz Thaler                                                                             | 1802                                                   | Granitpfeiler mit Bronzevase und einem Reliefmedaillon von Maria Carolina und vier ihrer Töchter | Standort: Park, Meidlinger Seite, Boskettbereich „Bei der Kaiserfigur“                                                                    |
| ja   | Datei hochladen | Zwei Zierbrunnen im Parterre vor dem Palmenhaus ID: 45045                                                   | Brunnen                                  | Schloss Schönbrunn, Schönbrunner Schloßstraße, nahe dem Hietzinger Tor Standort                                             |                                                                                          | 1882                                                   | Zwei Zierbrunnen mit vierpassförmigem Becken und Schalen auf Volutenfuß | Standort: Park, Hietzinger Seite, vor dem Palmenhaus                                                                                      |
| ja   | Datei hochladen | Metallplastik „Das Wachsende und das Schützende“ ID: 41634                                                  | Profanplastiken/Kunst am Bau freistehend | Schlossberggasse 8 Standort                                                                                                 | Rudolf Hoflehner                                                                         | 1960                                                   | Plastik aus Panzerplatten (Eisenplatten mit Bronzefluss) auf Betonsockel | Standort: Jugendgästehaus Hütteldorf |
| ja   | Datei hochladen | Sphinx ID: 78379Teil von HERIS-ID: 64841 Objekt-ID: 77606                                                   | Profanplastiken/Kunst am Bau freistehend | Schönbrunner Schlossbrücke Standort                                                                                         | Johann Christian Wilhelm Beyer                                                           | 1780                                                   | Auf einem Sockel liegende steinerne Sphinx | Standort: links |
| ja   | Datei hochladen | Sphinx ID: 78380Teil von HERIS-ID: 64841 Objekt-ID: 77606                                                   | Profanplastiken/Kunst am Bau freistehend | Schönbrunner Schlossbrücke Standort                                                                                         | Johann Christian Wilhelm Beyer                                                           | 1780                                                   | Auf einem Sockel liegende steinerne Sphinx | Standort: rechts |
| ja   | Datei hochladen | Plastik „Mutter mit Kind“ ID: 41651                                                                         | Profanplastiken/Kunst am Bau freistehend | Spohrstraße 27 / Turgenjewgasse 1 Standort                                                                                  | Florian Josephu-Drouot                                                                   | 1962                                                   | Granitplastik | Standort: Wohnhausanlage |
| ja   | Datei hochladen | Brunnen „Springbrunnen“ ID: 42212 HERIS-ID: 64093 Objekt-ID: 76793                                          | Profanplastiken/Kunst am Bau freistehend | Steckhovengasse 20 Standort                                                                                                 | Josef Seebacher                                                                          | 1958                                                   | Betonbrunnen mit Mosaiken (Smalten) | Standort: Wohnhausanlage |
| ja   | Datei hochladen | Plastik „Das häßliche kleine Entlein“ ID: 41217                                                             | Profanplastiken/Kunst am Bau freistehend | Stoesslgasse 8A Standort | Margarete Bistron-Lausch                                                                 |                                                        | Kunststeinplastik | Standort: Andersen-Kindergarten, Hügelpark                                                                                                |
| ja   | Datei hochladen | Christus ID: 45031                                                                                          | Sakrale Kleindenkmäler                   | Unter St.Veiter Pfarrkirche Verklärung Christi, St.-Veit-Gasse 48 Standort                                                  |                                                                                          | 1868                                                   | Terrakottafarbene Steinstatue von der Fassade des Vorgängerbaus | Standort: Im Verbindungsgang zwischen Vorhalle und Kirche                                                                                 |
| ja   | Datei hochladen | Maria Immaculata ID: 45032                                                                                  | Sakrale Kleindenkmäler                   | Unter St.Veiter Pfarrkirche Verklärung Christi, St.-Veit-Gasse 48 Standort                                                  |                                                                                          | 1868                                                   | Terrakottafarbene Steinstatue von der Fassade des Vorgängerbaus | Standort: Im Verbindungsgang zwischen Vorhalle und Kirche                                                                                 |
| ja   | Datei hochladen | Heiliger Mönch (Franziskus ?) ID: 45033                                                                     | Sakrale Kleindenkmäler                   | Unter St.Veiter Pfarrkirche Verklärung Christi, St.-Veit-Gasse 48 Standort                                                  |                                                                                          | 1868                                                   | Terrakottafarbene Steinstatue von der Fassade des Vorgängerbaus | Standort: Im Verbindungsgang zwischen Vorhalle und Kirche                                                                                 |
| ja   | Datei hochladen | Aus dem Biedermeier ID: 41950                                                                               | Profanplastiken/Kunst am Bau freistehend | Volkgasse 5 / Hanselmayergasse / Wattmanngasse / Elisabethallee / Alfred-Lorenz-Gasse Standort                              | Ernst Paar                                                                               | 1962                                                   | Glasmosaik auf freistehender Betonwand | Standort: Wohnhausanlage |
| ja   | Datei hochladen | Hl. Johannes von Nepomuk ID: 61498                                                                          | Sakrale Kleindenkmäler                   | Vor Kardinal-König-Platz 1, Kirche zur Allerheiligsten Dreifaltigkeit in Lainz Standort                                     |                                                                                          |                                                        | Statue des hl. Johannes Nepomuk, die sich auf den heute unterirdisch fließenden Lainzerbach bezieht. | Standort: In Grünanlage |
| ja   | Datei hochladen | Kruzifix ID: 45022                                                                                          | Sakrale Kleindenkmäler                   | Vor Mariensteig 1, Ecke Schweizertalstraße Standort                                                                         |                                                                                          |                                                        | Hohes Holzkruzifix mit Satteldach, Christus als Christus triumphans mit Nimbus | Standort: Neben alter Kastanie |
| ja   | Datei hochladen | Juden in Hietzing ID: 91482                                                                                 | Denkmäler                                | Wenzgasse / Larochegasse 2 Standort                                                                                         |                                                                                          |                                                        | Metallerne Gedenktafel vor dem Gymnasium | |
| ja   | Datei hochladen | Kruzifix ID: 45023                                                                                          | Sakrale Kleindenkmäler                   | Wolfrathplatz, nahe Vitusgasse 2, unterhalb der Ober-St.-Veiter Pfarrkirche Hl. Veit und Maria Zuflucht der Sünder Standort |                                                                                          |                                                        | Holzkreuz mit Metallkorpus und halbrunder Verdachung | Standort: In Grünanlage, unterhalb der Kirche                                                                                             |
| ja   | Datei hochladen | Maria Immaculata ID: 45020                                                                                  | Sakrale Kleindenkmäler                   | Wolkersbergenstraße 1, Lainzer Krankenhaus Standort                                                                         |                                                                                          | Anfang 20. Jh.                                         | Steinstatue der Maria Immaculata | Standort: Hauptachse, vor dem Pavillon mit der Kapelle (ehem. Schwesternheim, heute Pavillon 4)                                           |
| ja   | Datei hochladen | Hl. Johannes von Nepomuk ID: 45059 HERIS-ID: 64491 Objekt-ID: 77216                                         | Sakrale Kleindenkmäler                   | Zwischen Firmiangasse 16 und Firmiangasse 37, Ecke Glasauergasse Standort                                                   |                                                                                          | 1745                                                   | Statue des hl. Johannes Nepomuk mit Kreuz und Märtyrerpalme | Standort: Im Straßenzwickel der Mündung Glasauerstraße in die Firmiangasse, unter zwei großen Kastanien                                   |